# Luffa echinata
Luffa echinata ist eine Pflanzenart aus der Gattung Luffa in der Familie der Kürbisgewächse (Cucurbitaceae). Sie kommt in Pakistan, Indien und Bangladesch sowie im tropischen Afrika vor.

## Beschreibung

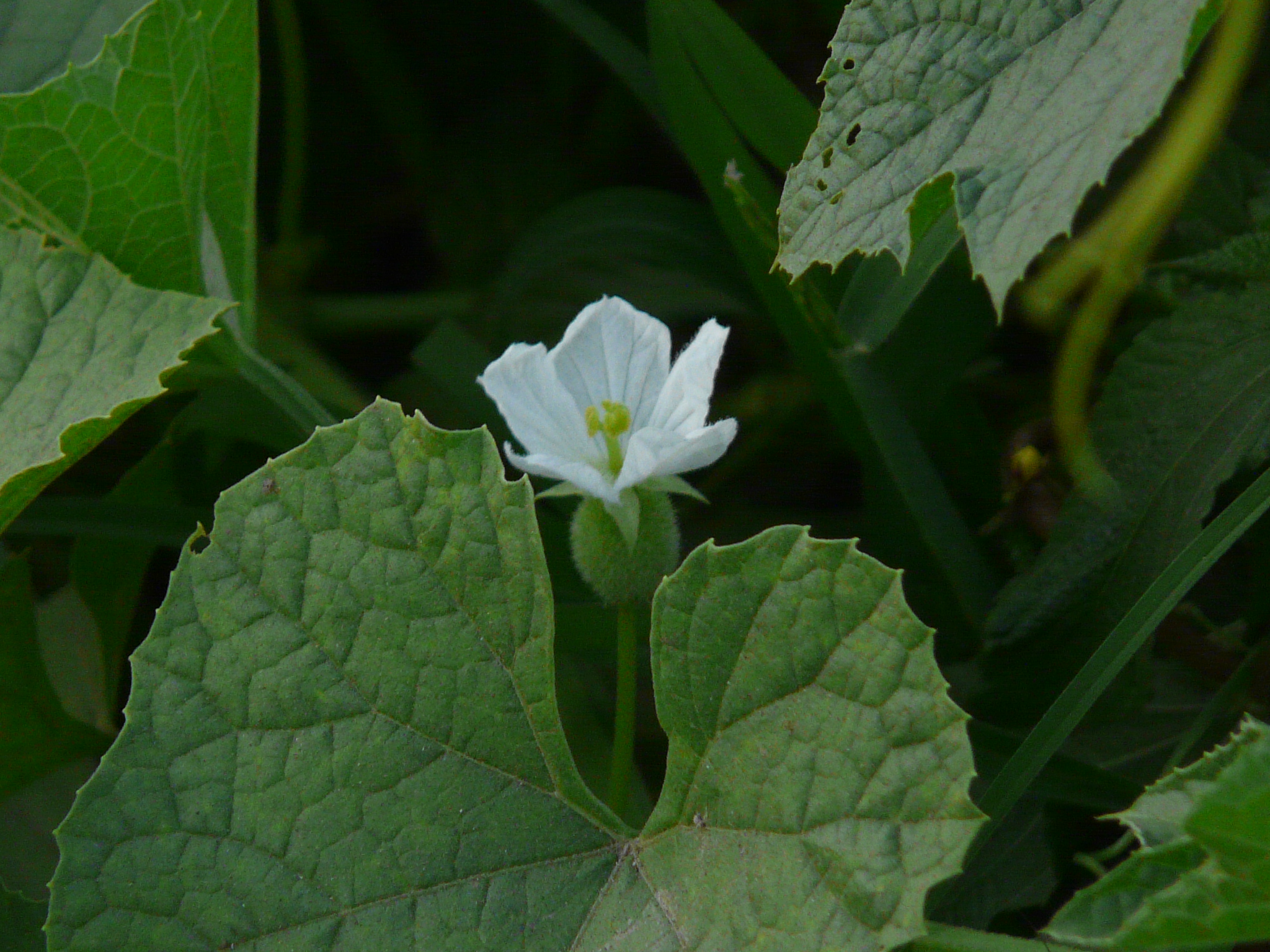
Weibliche Blüte und Laubblätter

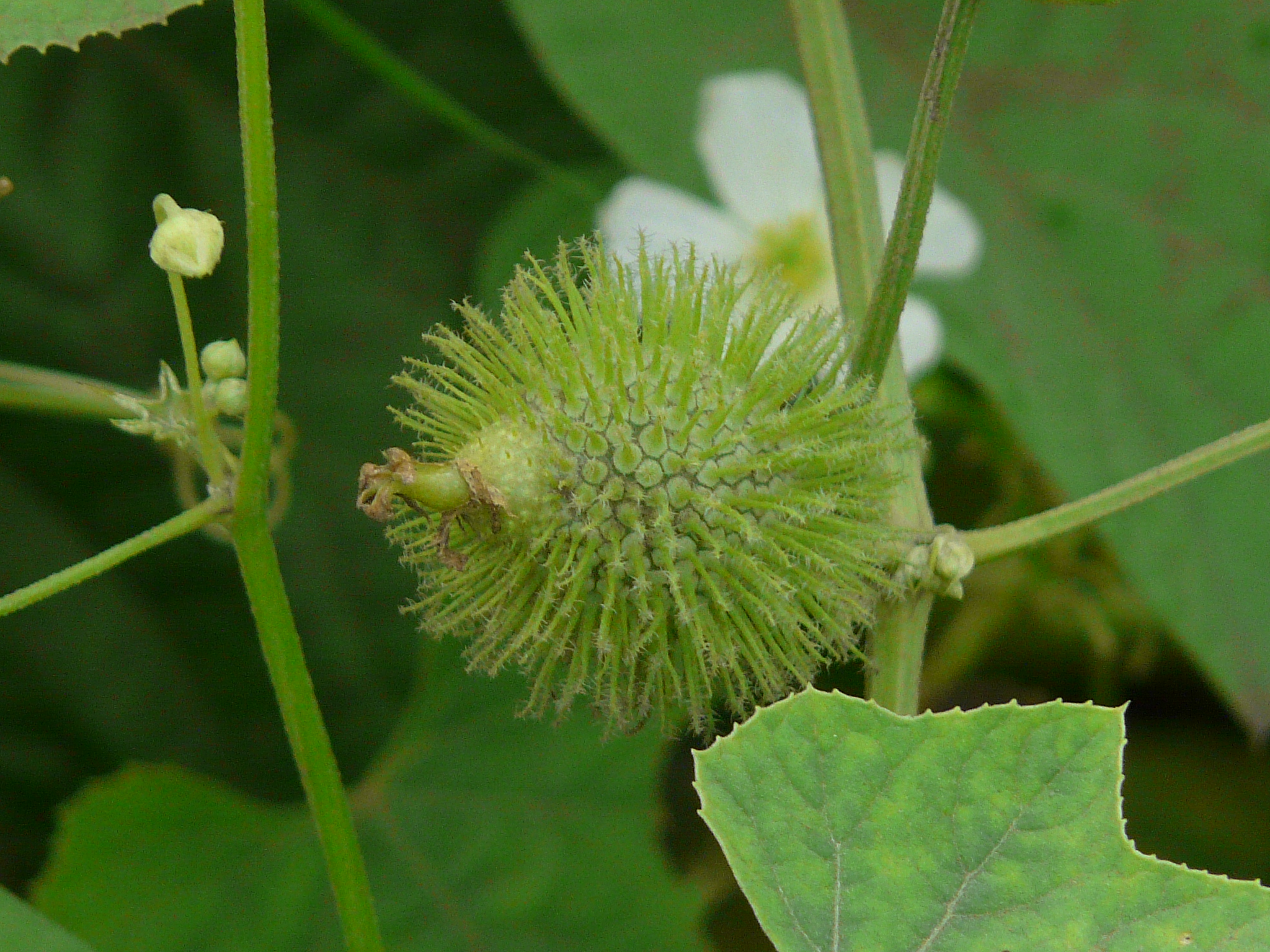
Unreife Frucht und gerillte Sprossachse

### Vegetative Merkmale
Luffa echinata wächst als kletternde, einjährige krautige Pflanze. Die gerillte Sprossachse ist glatt oder leicht behaart. Die flaumig behaarten oder kahlen Ranken sind zweiteilig.
Die wechselständig angeordneten Laubblätter sind in einen Blattstiel und eine Blattspreite gegliedert. Der kräftige, fein behaarte Blattstiel ist bis zu 12 Zentimeter lang. Die einfache, undeutlich bis tief fünffach gelappte Blattspreite ist annähernd rundlich bis nierenförmig mit gerundetem oder selten auch spitz zulaufendem oberen Ende und fein gezähnten Blattrand. Sowohl die Oberseite der Blattspreite als auch die Unterseite sind rau.

### Blütenstand und Blüte
Die Blütezeit von Luffa echinata erstreckt zumindest in Pakistan von August bis September. Luffa echinata ist einhäusig getrenntgeschlechtig (monözisch). Die männlichen Blüten stehen in traubigen Blütenständen zusammen. Diese Blütenstände sind bis zu 15 Zentimeter lang und enthalten fünf bis zwölf gestielte Blüten. Die weiblichen Blüten sind ebenfalls gestielt.
Die eingeschlechtigen Blüten sind fünfzählig mit doppelter Blütenhülle. Die behaarte Kelchröhre ist etwa 0,56 Zentimeter lang. Die Kelchlappen sind lanzettlich und mit spitz zulaufendem oberen Ende. Die fünf weißen Blütenkronblätter sind frei und die Blütenkrone erreicht Durchmesser von ungefähr 2,5 Zentimetern. Die an der Basis behaarten Kronblätter sind bei einer Länge von 1 bis 1,2 Zentimetern eiförmig mit stumpfem oberen Ende. Die drei Staubblätter setzen an der Blütenröhre an und die miteinander verwachsenen Staubfäden sind 0,3 bis 0,9 Zentimeter lang. Die Staubbeutel sind ein- oder mehr oder weniger zweiteilig. Der unterständige Fruchtknoten ist eiförmig. Der Griffel endet in drei zweilappigen Narben.

### Frucht und Samen
Die Frucht ist bei einer Länge von 2 bis 5 Zentimetern länglich bis verkehrt-eiförmig und dicht mit etwa 0,4 bis 0,7 Zentimetern langen Borsten besetzt. Zur Reife hin sind die Früchte aschgrau gefärbt. Jede der Früchte enthält mehrere Samen. Die schwarze Samen sind bei einer Länge von 0,4 bis 0,5 Zentimeter, einer Breite von 0,3 bis 0,5 Zentimetern sowie einer Dicke von etwa 0,2 Zentimetern eiförmig. Die Oberfläche der Samen ist etwas warzig.

## Vorkommen
Das Verbreitungsgebiet von Luffa echinata umfasst Indien, Pakistan und Bangladesch sowie den nördlichen Teil des tropischen Afrikas von Mauretanien bis Somalia.

## Taxonomie
Die Erstbeschreibung als Luffa echinata erfolgte 1814 durch William Roxburgh in Hortus Bengalensis, or a Catalogue of the Plants Growing in the Hounourable East India Company’s Botanical Garden at Calcutta. Serampore, Seite 104. Ein Synonym von Luffa echinata Roxb. ist Luffa longistyla Müll.Stuttg. und Luffa echinata var. longistyla (Müll.Stuttg.) C.B.Clarke.

## Nutzung
Die Früchte schmecken bitter und werden hauptsächlich für medizinische Zwecke genutzt.